# Euselasia amblypodia
Euselasia amblypodia is een vlindersoort uit de familie van de prachtvlinders (Riodinidae), onderfamilie Euselasiinae.
Euselasia amblypodia werd in 1926 beschreven door Lathy.